# Rallye Portugal 2025

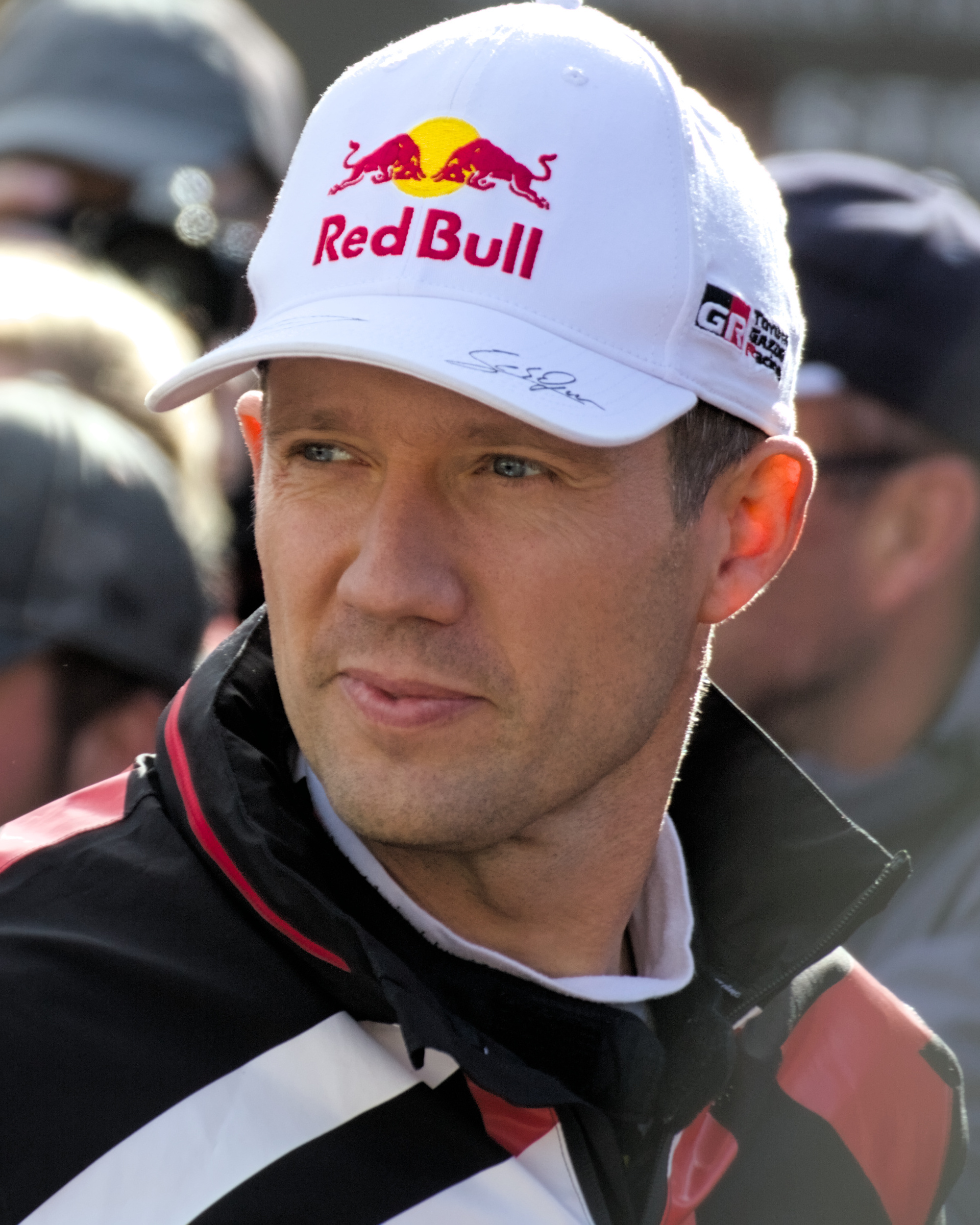
Sébastien Ogier gewann in Portugal und feierte seinen 63. Sieg bei einem Weltmeisterschaftslauf

Die 58. Rallye Portugal (offiziell Vodafone Rally de Portugal 2025) war der 5. Lauf zur FIA-Rallye-Weltmeisterschaft 2025. Sie dauerte vom 15. bis zum 18. Mai und es wurden insgesamt 24 Wertungsprüfungen (WP) gefahren.

## Bericht
Mit 12 Siegen bei den insgesamt 24 Wertungsprüfungen (WP) bei der Rallye Portugal, hätte Ott Tänak eigentlich gewinnen müssen, er lag lange in Führung. Doch bei der 17. WP am Samstag gab es einen Schaden an der Servolenkung des Hyundai i20 N Rally1. So musste Tänak den Sieg Sébastien Ogier im Toyota GR Yaris Rally1 überlassen. Toyota konnte somit bei allen fünf bisher stattgefundenen Weltmeisterschaftsläufen siegen.
Die weiteren Hyundai-Fahrer Thierry Neuville und Adrien Fourmaux hatten mit anderen Problemen zu kämpfen als Tänak. Neuville kam gar nie richtig in den Wettbewerbsrhythmus und hatte am Freitag einen Dreher zu verzeichnen. Für Fourmaux war bereits in der achten WP, nach einem Schaden an der Vorderradaufhängung, die Rallye zu Ende.
Der sechstplatzierte Elfyn Evans (Toyota) führte nach der Rallye Portugal die Fahrerweltmeisterschaft weiterhin an. Mit 30 Punkten Rückstand folgte Kalle Rovanperä (Toyota), er komplettierte das Siegerpodium mit dem dritten Rang.

## Meldeliste
| Nr.                  | Fahrer            | Co-Pilot                   | Auto                   |
| -------------------- | ----------------- | -------------------------- | ---------------------- |
| WRC-Klasse (Rally1)  |                   |                            |                        |
| 1                    | Thierry Neuville  | Martijn Wydaeghe           | Hyundai i20 N Rally1   |
| 2                    | Diogo Salvi       | Axel Coronado              | Ford Puma Rally1       |
| 5                    | Sami Pajari       | Marko Salminen             | Toyota GR Yaris Rally1 |
| 8                    | Ott Tänak         | Martin Järveoja            | Hyundai i20 N Rally1   |
| 13                   | Grégoire Munster  | Louis Louka                | Ford Puma Rally1       |
| 16                   | Adrien Fourmaux   | Alexandre Coria            | Hyundai i20 N Rally1   |
| 17                   | Sébastien Ogier   | Vincent Landais            | Toyota GR Yaris Rally1 |
| 18                   | Takamoto Katsuta  | Aaron Johnston             | Toyota GR Yaris Rally1 |
| 22                   | Mārtiņš Sesks     | Renārs Francis             | Ford Puma Rally1       |
| 33                   | Elfyn Evans       | Scott Martin               | Toyota GR Yaris Rally1 |
| 55                   | Josh McErlean     | Eoin Treacy                | Ford Puma Rally1       |
| 69                   | Kalle Rovanperä   | Jonne Halttunen            | Toyota GR Yaris Rally1 |
| WRC2-Klasse (Rally2) |                   |                            |                        |
| 20                   | Oliver Solberg    | Elliott Edmondson          | Toyota GR Yaris Rally2 |
| 21                   | Yohan Rossel      | Arnaud Dunand              | Citroën C3 Rally2      |
| 23                   | Gus Greensmith    | Jonas Andersson            | Škoda Fabia RS Rally2  |
| 24                   | Fabrizio Zaldivar | Marcelo Der Ohannesian     | Škoda Fabia RS Rally2  |
| 25                   | Jan Solans        | Rodrigo Sanjuan de Eusebio | Toyota GR Yaris Rally2 |

Anmerkung: Insgesamt haben sich 91 Fahrzeuge eingeschrieben in verschiedenen Klassen.

## Klassifikationen

### WRC Rally1
| Position     | Position     | Nr. | Fahrer           | Co-Pilot         | Auto                   | Zeit      | Rückstand | Punkte | Punkte  | Punkte     | Punkte |
| Rally1       | Gesamt       | Nr. | Fahrer           | Co-Pilot         | Auto                   | Zeit      | Rückstand | Total  | Sonntag | Powerstage | Total  |
| ------------ | ------------ | --- | ---------------- | ---------------- | ---------------------- | --------- | --------- | ------ | ------- | ---------- | ------ |
| 1            | 1            | 17  | Sébastien Ogier  | Vincent Landais  | Toyota GR Yaris Rally1 | 3:48:35.9 |           | 25     | 2       | 1          | 28     |
| 2            | 2            | 8   | Ott Tänak        | Martin Järveoja  | Hyundai i20 N Rally1   | 3:48:44.6 | 00:08.7   | 17     | 5       | 5          | 27     |
| 3            | 3            | 69  | Kalle Rovanperä  | Jonne Halttunen  | Toyota GR Yaris Rally1 | 3:48:48.1 | 00:12.2   | 15     | 4       | 3          | 22     |
| 4            | 4            | 1   | Thierry Neuville | Martijn Wydaeghe | Hyundai i20 N Rally1   | 3:49:14.4 | 00:38.5   | 12     | 3       | 4          | 19     |
| 5            | 5            | 18  | Takamoto Katsuta | Aaron Johnston   | Toyota GR Yaris Rally1 | 3:50:17.8 | 01:41.9   | 10     | 0       | 0          | 10     |
| 6            | 6            | 33  | Elfyn Evans      | Scott Martin     | Toyota GR Yaris Rally1 | 3:51:06.9 | 02:31.0   | 8      | 1       | 0          | 9      |
| 7            | 7            | 5   | Sami Pajari      | Marko Salminen   | Toyota GR Yaris Rally1 | 3:51:14.2 | 02:38.3   | 6      | 0       | 0          | 6      |
| 8            | 8            | 55  | Josh McErlean    | Eoin Treacy      | Ford Puma Rally1       | 3:53:48.2 | 05:12.3   | 4      | 0       | 0          | 4      |
| 9            | 9            | 13  | Grégoire Munster | Louis Louka      | Ford Puma Rally1       | 3:54:33.4 | 05:57.5   | 2      | 0       | 0          | 2      |
| 15           | 10           | 22  | Mārtiņš Sesks    | Renārs Francis   | Ford Puma Rally1       | 4:01:04.1 | 12:28.2   | 0      | 0       | 0          | 0      |
| 32           | 11           | 2   | Diogo Salvi      | Axel Coronado    | Ford Puma Rally1       | 4:17:30.7 | 28:54.8   | 0      | 0       | 0          | 0      |
| Ausfall WP24 | Ausfall WP24 | 16  | Adrien Fourmaux  | Alexandre Coria  | Hyundai i20 N Rally1   |           |           | 0      | 0       | 0          | 0      |

### WRC2 Rally2
| Pos. | Nr. | Fahrer         | Co-Pilot          | Auto                   | Zeit      | Rückstand | Punkte |
| ---- | --- | -------------- | ----------------- | ---------------------- | --------- | --------- | ------ |
| 1    | 20  | Oliver Solberg | Elliott Edmondson | Toyota GR Yaris Rally2 | 3:57:51.0 |           | 25     |
| 2    | 21  | Yohan Rossel   | Arnaud Dunand     | Citroën C3 Rally2      | 3:58:42.8 | 0:51.8    | 17     |
| 3    | 23  | Gus Greensmith | Jonas Andersson   | Škoda Fabia RS Rally2  | 3:58:59.2 | 1:08.2    | 15     |

Anmerkung: Insgesamt haben sich 65 Fahrzeuge von 91 gestarteten klassiert.

## Wertungsprüfungen
MESZ / UTC+1
| Datum   | Start LT      | WP   | Name                               | Länge                              | Gewinner                                                                                   | Leader          |
| ------- | ------------- | ---- | ---------------------------------- | ---------------------------------- | ------------------------------------------------------------------------------------------ | --------------- |
| 15. Mai | 08:01         | —    | Baltar (Shakedown)                 | 5,72 km                            | Mārtiņš Sesks                                                                              |                 |
| 15. Mai | 19:05         | WP1  | WPS Figueira da Foz                | 2,94 km                            | Elfyn Evans                                                                                | Elfyn Evans     |
| 16. Mai | 07:35         | WP2  | Mortágua 1                         | 14,59 km                           | Ott Tänak                                                                                  | Ott Tänak       |
| 16. Mai | 09:05         | WP3  | Lousã 1                            | 12,28 km                           | Ott Tänak                                                                                  | Ott Tänak       |
| 16. Mai | 09:53         | WP4  | Góis 1                             | 14,30 km                           | Adrien Fourmaux                                                                            | Ott Tänak       |
| 16. Mai | 10:41         | WP5  | Arganil 1                          | 14,41 km                           | Adrien Fourmaux                                                                            | Ott Tänak       |
| 16. Mai | 11:31 – 11:51 |      | Service 1, Arganil (20 Min.)       | Service 1, Arganil (20 Min.)       | Service 1, Arganil (20 Min.)                                                               | Ott Tänak       |
| 16. Mai | 13:05         | WP6  | Lousã 2                            | 12,28 km                           | Sébastien Ogier                                                                            | Ott Tänak       |
| 16. Mai | 13:53         | WP7  | Góis 2                             | 14,30 km                           | Takamoto Katsuta                                                                           | Ott Tänak       |
| 16. Mai | 14:41         | WP8  | Arganil 2                          | 14,41 km                           | Thierry Neuville                                                                           | Ott Tänak       |
| 16. Mai | 15:31 – 15:51 |      | Service 2, Arganil (20 Min.)       | Service 2, Arganil (20 Min.)       | Service 2, Arganil (20 Min.)                                                               | Ott Tänak       |
| 16. Mai | 17:05         | WP9  | Mortágua 2                         | 14,59 km                           | Ott Tänak                                                                                  | Ott Tänak       |
| 16. Mai | 18:35         | WP10 | Águeda / Sever                     | 15,08 km                           | Sébastien Ogier                                                                            | Ott Tänak       |
| 16. Mai | 19:20         | WP11 | Sever / Albergaria                 | 20,24 km                           | Ott Tänak                                                                                  | Ott Tänak       |
| 16. Mai | 21:15 – 22:04 |      | Flexi Service A, Exponor (49 Min.) | Flexi Service A, Exponor (49 Min.) | Flexi Service A, Exponor (49 Min.)                                                         | Ott Tänak       |
| 17. Mai | 07:35         | WP12 | Vieira do Minho 1                  | 17,69 km                           | Sébastien Ogier                                                                            | Ott Tänak       |
| 17. Mai | 08:35         | WP13 | Cabeceiras de Basto 1              | 19,91 km                           | Sébastien Ogier                                                                            | Ott Tänak       |
| 17. Mai | 10:25         | WP14 | Amarante 1                         | 22,10 km                           | Ott Tänak                                                                                  | Ott Tänak       |
| 17. Mai | 12:46 – 13:30 |      | Flexi Service B, Exponor (44 Min.) | Flexi Service B, Exponor (44 Min.) | Flexi Service B, Exponor (44 Min.)                                                         | Ott Tänak       |
| 17. Mai | 15:05         | WP15 | Vieira do Minho 2                  | 17,69 km                           | Ott Tänak                                                                                  | Ott Tänak       |
| 17. Mai | 16:05         | WP16 | Cabeceiras de Basto 2              | 19,91 km                           | Ott Tänak                                                                                  | Ott Tänak       |
| 17. Mai | 17:55         | WP17 | Amarante 2                         | 22,10 km                           | Kalle Rovanperä                                                                            | Sébastien Ogier |
| 17. Mai | 19:05         | WP18 | WPS Lousada                        | 3,52 km                            | Sébastien Ogier                                                                            | Sébastien Ogier |
| 17. Mai | 20:15 – 21:04 |      | Flexi Service C, Exponor (49 Min,) | Flexi Service C, Exponor (49 Min,) | Flexi Service C, Exponor (49 Min,)                                                         | Sébastien Ogier |
| 18. Mai | 06:43         | WP19 | Paredes 1                          | 16,09 km                           | Kalle Rovanperä                                                                            | Sébastien Ogier |
| 18. Mai | 07:48         | WP20 | Felgueiras 1                       | 8,81 km                            | Ott Tänak                                                                                  | Sébastien Ogier |
| 18. Mai | 08:35         | WP21 | Fafe 1                             | 11,18 km                           | Ott Tänak                                                                                  | Sébastien Ogier |
| 18. Mai | 09:58         | WP22 | Paredes 2                          | 16,09 km                           | Ott Tänak                                                                                  | Sébastien Ogier |
| 18. Mai | 11:03         | WP23 | Felgueiras 2                       | 8,81 km                            | Ott Tänak                                                                                  | Sébastien Ogier |
| 18. Mai | 13:15         | WP24 | Fafe 2 (Powerstage)                | 11,18 km                           | 1. Ott Tänak 2. Thierry Neuville 3. Kalle Rovanperä 4. Takamoto Katsuta 5. Sébastien Ogier | Sébastien Ogier |